# Jacques de Jullien
 (janvier 2012).
Si vous disposez d'ouvrages ou d'articles de référence ou si vous connaissez des sites web de qualité traitant du thème abordé ici, merci de compléter l'article en donnant les références utiles à sa vérifiabilité et en les liant à la section « Notes et références ».
Pour les articles homonymes, voir Jullien.
Jacques de Jullien, né à Orange en 1660 et mort le 11 novembre 1711, est un officier général français.

## Origine familiale
Jacques de Jullien naît dans une famille d'avocats et de parlementaires professant la religion réformée et dont la noblesse acquise par fonction fut confirmée par lettres patentes le 2 octobre 1607.
Le grand-père, Sébastien de Jullien, seigneur de Mons (Gard), fut l'un des premiers pasteurs et un des plus vaillants huguenots lors de l'implantation du calvinisme à Orange. Jacques de Jullien fut le second fils de noble Gédéon de Jullien notaire et viguier d'Orange en 1655. Sa mère, Françoise de Caritat de Condorcet, d'une très ancienne famille resta fidèle à sa religion, se réfugia à Erlanger et revient à Orange où elle meurt le 15 mars 1703. 

## Carrière militaire

### Guerre de la Ligue d'Augsbourg
Comme beaucoup de cadets des familles nobles d'Orange, Jacques de Jullien est page du prince d'Orange Guillaume III. En 1688, Guillaume III devenu roi d'Angleterre, lui confie un régiment d'infanterie pour aider le Duc de Savoie Victor-Amédée II à soutenir le parti des Vaudois.  Aussi ingénieux qu'habile, il se fait remarquer lors de la défense de la Savoie et notamment au siège de Coni le 21 juin 1691. 
Passé au service du roi de France, en 1690, pour des raisons inconnues, il abjure le protestantisme avant d'être nommé brigadier des armées du roi par brevet du 28 avril 1694. Il sert dans les armées de Catinat, cette fois-ci contre les Vaudois. Il défend avec succès le fort de Barcelonnette puis sert dans l’armée du Piémont. Il se trouve ainsi au siège de Valence en 1696. Déployé en Provence, par lettre du 7 mai 1697, le brigadier Jullien est responsable du cordon de troupes qui doit isoler la principauté d'Orange, rendue à Guillaume III après le Traité de Ryswick. Il veille avec attention à tous les postes de garde, est informé de tous problèmes et de toutes les arrestations. C'est dans ces conditions qu'il participe aux arrestations qui conduisent une centaine de protestants aux galères. Il n'a de comptes à rendre qu'à l'intendant du Languedoc Basville et au ministre de la Guerre Michel Chamillart.
Il est nommé, par lettre du 21 juin 1701, à l'armée d'Allemagne et participe ainsi à la bataille des Flandres. Il contribue ensuite à la défaite des troupes hollandaises près de Nimègue et commande à Bruges, sous les ordres du comte de la Mothe, durant l’hiver 1702-1703. En récompense de ses services, il est nommé maréchal de camp le 13 décembre 1702.

### Guerre des Cévennes
En janvier 1703, il rejoint sa nouvelle affectation : l'armée des hautes Cévennes, sous le commandement du maréchal de Montrevel. C'est à Versailles qu’il reçoit, le 5 janvier 1703, les ordres du roi Louis XIV à cet égard, et le 8 du même mois, bien qu’il n’ait servi que dix ans dans les troupes françaises et que le roi ne reçoive plus de chevalier de l’ordre royal et militaire de Saint-Louis qui n’ait servi vingt ans au moins, Louis XIV le fait chevalier de cet ordre. 
À peine arrivé en Cévennes, il signe une première victoire sur les troupes de Jean Cavalier le 10 février 1703 à Vagnas, en infligeant une lourde défaite en rase campagne à une colonne de plus de 800 camisards, les empêchant ainsi de pénétrer en Vivarais. Le 28 mars 1703, venant au secours de la population de Mialet, 1 200 camisards se joignent à Saumane où elles couchent le 27 et le 28 au soir. Jullien apprenant leur présence le 29 à son retour à Saint-Jean du Gard rassemble aussitôt 500 soldats et marche sur Saumane. Il arrive au petit matin mais les rebelles prévenus se sont retirés du côté des Plantiers et de Saint-Marcel de Fonfouilhouse. Jullien encercle le bourg et arrête les habitants présents, il leur rappelle l’interdiction d’accueillir les rebelles et l’obligation d’avertir les autorités. Pour punition et afin de servir d’exemple les maisons sont pillées et incendiées. Seules quelques habitations sont épargnées. Le groupe de personnes arrêtées se compose de 175 femmes et 90 enfants des deux sexes gardés à vue dans une maison proche du Pont de Saumane. 
Afin de pouvoir atteindre les Camisards et les exterminer, Montrevel lance une campagne de ratissage et d’encerclement menée par le maréchal de camp Jullien. Du 4 au 7 septembre, des détachements de 150 à 200 soldats de différents régiments cernent un important périmètre : Sauve, Saint-Hippolyte-du-Fort, Quissac, fouillent tous les endroits susceptibles d’abriter les Camisards, visitent les creux des rochers, les taillis touffus, les maisons suspectes. Malgré les moyens mis en place l’opération connaît un insuccès total. Julien, à son retour, rend compte de son échec à Montrevel qui écrit au ministre Chamillart : « les rebelles paroissent au nombre de huit à neuf cents hommes qui égorgent tout ce qu’ils rencontrent d’anciens catholiques ou de soldats qui marchent en petit nombre, et le moment d’après ils se divisent en cent pelotons de six ou huit qui sont reçus dans les villages comme les enfans de la maison, laissant pendant le jour des femmes et des enfans en sentinelles à plus d’une lieue pour estre avertys dès qu’il paraît la moindre troupe.»  Dès lors, Jullien comprend que la Guerre des Cévennes est celle de tout un peuple. 
Pour soumettre le pays, Maréchal de Montrevel propose trois directives : le brûlement, la déportation massive et le renseignement. Son but : détruire les ressources des camisards en anéantissant toute la population qui les soutient. Ce plan consiste à détruire les Cévennes de Mende, en d’autres termes démolir les maisons de 31 paroisses avec 466 villages et hameaux et déporter vers la plaine 13 300 personnes. Cela obligerait ainsi les camisards, privés de soutiens, à mourir de faim ou à descendre dans la plaine où ils seraient plus aisément anéantis. Tout d’abord rejeté par Louis XIV, ce plan est finalement adopté, vers la mi-septembre 1703. Pour mener à bien cette opération, le Roi y affecte 8 000 hommes de troupe et ordonne au maréchal de camp Jullien de bruler le pays. C’est une région de quarante lieues carrées de superficie qui est livrée aux flammes ! L’expédition commence le 1er octobre et ne se terminera que 14 décembre 1703. Les villages et les maisons isolées des Cévennes sont livrées aux flammes, à l'exception de Florac, Barre, Saint-Germain-de-Calberte et Saint-Étienne-de-Valfrancesque. Jullien n'a de cesse d'isoler le pays pour éviter toute extension de la rébellion vers le Vivarais. Il redoute toute aide pouvant venir par la Suisse ou la Savoie. Mais l'intendant de Basville, qui voit d’un mauvais œil la destruction de la région qu’il administre, se plaint à Versailles des moyens employés par Jullien. Le ministre Chamillart conseille alors au fougueux maréchal de camp la modération, l'obligeant même à écrire une lettre d'excuses au Maréchal de Montrevel. Après avoir terminé sa mission, Jullien, qui fut contraint d’employer cette méthode, écrit, avec une respectueuse liberté, au ministre Chamillart : « J’ai entièrement terminé la longue et laborieuse besogne qui m’a été confie. […] Mon expédition est finie mais je ne prévois pas que tous ces désordres et ces troubles soient près de l'être. Je crains véritablement, Monseigneur, que ce grand châtiment que je viens d'appliquer à un vaste et étendu pays, ne fasse plus de bruit et d'éclat dans le monde qu'il n'apportera d'adoucissement à la révolte et d'utilité au service du roi. »
Après l'anéantissement militaire des chefs camisards, Jullien occupe un rôle plus diplomatique que stratégique. Ses relations et sa connaissance de la région lui permettent de contrôler le trafic des armes et de la poudre qui transitent par le Comtat Venaissin et la Principauté d'Orange. Il est chargé de déjouer la moindre tentative d'incursion et d'aide par la vallée du Rhône. Toujours préoccupé par l'évolution de sa carrière, il n'hésite pas à solliciter des promotions et obtient le 26 octobre 1704, le grade de lieutenant-général. À plusieurs reprises entre 1704 et 1705, il est chargé de transactions plus ou moins secrètes avec le légat du pape en Avignon. En 1705 il s'acquitta avec brio de la levée de la taille dans le Vivarais. Basville bien que réticent quant à la méthode employée, le félicite d'avoir réussi à faire payer les paysans. Il sert dans les Cévennes jusqu’en 1708.

## Dernières années de sa vie
Malade, hypocondriaque, Jacques de Jullien se plaint beaucoup et sollicite plusieurs fois des permissions de repos. Entre deux courriers, pour rétablir son estomac et sa poitrine, il se médicamente avec du lait d'ânesse. Il passe l'été 1704 en Vivarais, à Saint-Agrève, "canton élevé où les chaleurs sont supportables". Il se plait à loger dans les vieilles demeures féodales et fréquente la petite noblesse du Vivarais et du Dauphiné. Lors d'un séjour au Château de Vogüé, le notaire Rimbaud rédige son testament le 10 juillet 1705. Il décède à Orange, le 11 novembre 1711, âgé de 51 ans et est enseveli dans la chapelle de la Miséricorde de l'église cathédrale.